# 에르한 데니즈

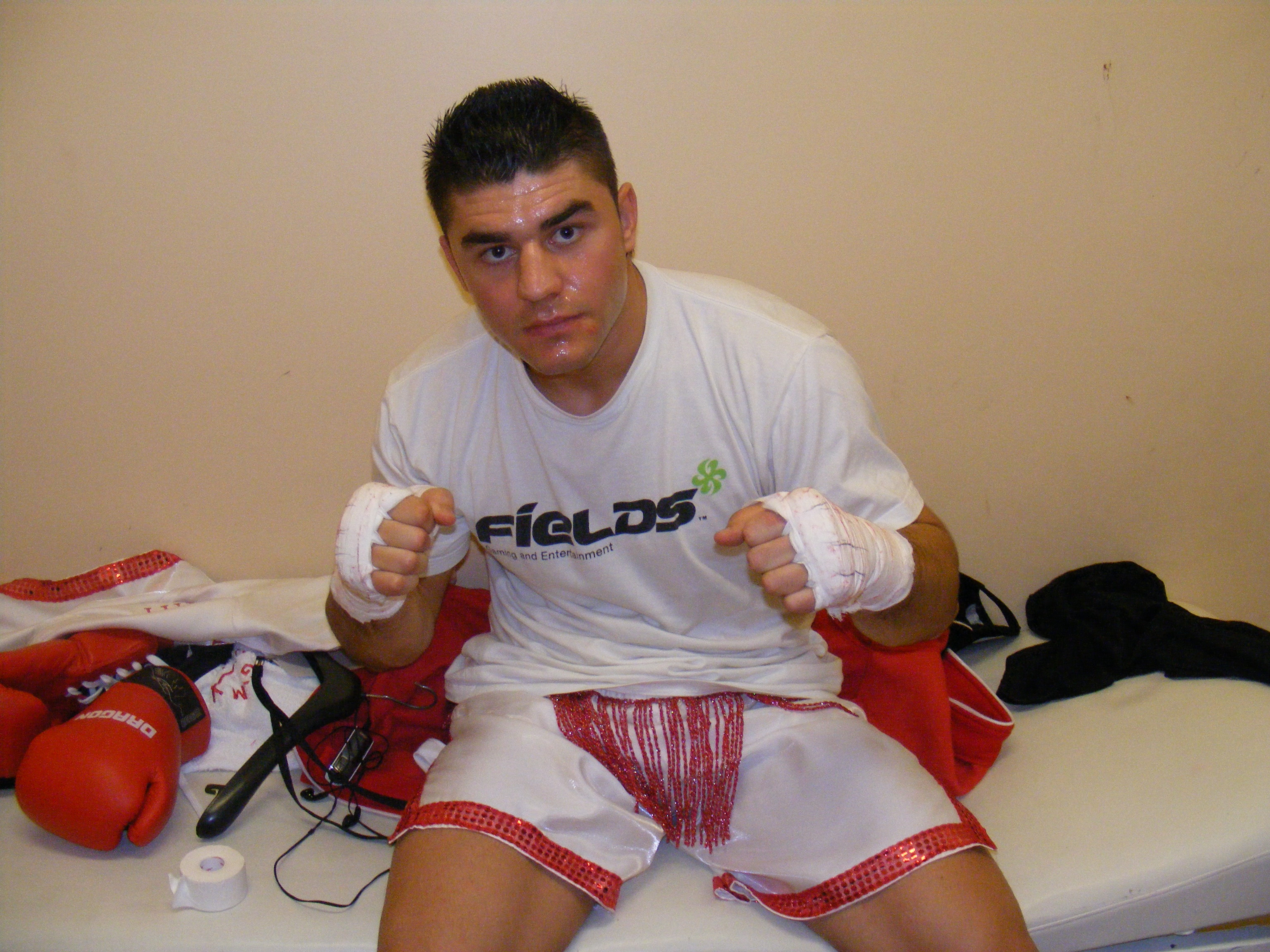

에르한 데니스(Erhan Deniz)는 터키의 킥복싱 선수다. 1985년 7월 28일 태생. 에르한은 K-1 영문 홈페이지의 실수로 엘한 데니스로 잘못 알려졌다.

## 생애

### 정보
키는 185cm에 체중은 100kg대이고 그가 소속한 팀은 쿠로발 짐 소속이다.

### K-1 격투 전적
- 2전 1승 1패(1 KO)

| 경기일자       | 상대            | 결과 | 내용        | 대회                         |
| -------------- | --------------- | ---- | ----------- | ---------------------------- |
| 2008년 2월 9일 | 커털린 모로샤누 | 패   | 4R 연장판정 | K-1 월드 GP 2008 in budapest |
| 2007년 8월 5일 | 김동욱          | 승   | 2R 23초 KO  | K-1 월드 GP 2007 in hongkong |

## 타이틀
- 터키 아마추어 무에타이 챔피언

## 같이 보기
- 무에타이